# 十三號莫寧斯塔鎮區 (北卡羅萊納州梅克倫堡縣)
十三號莫寧斯塔鎮區（英語：Township 13, Morning Star）是位於美國北卡羅萊納州梅克倫堡縣的一個鎮區。

## 地方資料
十三號莫寧斯塔鎮區的面積為66.30平方千米，皆為陸地。根據2020年美國人口普查的數據，當地共有人口37453人，而人口密度為每平方千米564.9人。